# Daniela Kolářová

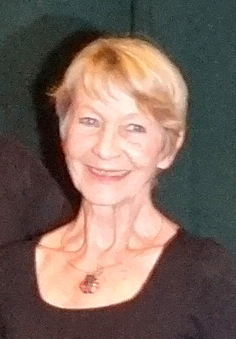
Daniela Kolářová (2014)

Daniela Kolářová (* 21. September 1946 in Cheb) ist eine tschechische Schauspielerin, die für Film und Fernsehen arbeitet.

## Leben und Wirken
Kolářová begann ihre Schauspielkarriere im Alter von neun Jahren mit einer kleinen Rolle in dem Märchen Das Kleid des Kaisers. Am Karlsbader Gymnasium spielte sie im Schülertheater der kleinen Formen (zuerst hieß es Štycháček, später Kapsa).
In den 1970er und 1980er Jahren war sie eine der meistbesetzten Schauspielerinnen in Film und Fernsehen. Daniela Kolářovás außerordentliche Popularität beim Publikum wurde durch ihre Rollen in Filmkomödien (Na samotě u les, Kulový blesk, Sommer mit einem Cowboy) und vor allem durch ihre Mitwirkung in Fernsehserien (Ehen der Vernunft, So eine normale Familie, Krankenhaus am Rande der Stadt) begründet. Ihr häufiger Schauspielpartner war Jaromír Hanzlík (Slasti Otce vlasti, Noc na Karlštejně, Lasto s kovbojem, TV-Serie Taková normální rodinka). Sie spielte in vier Filmen unter der Regie von Jan Svěrák mit (Obecná škola, Akumulátor 1, Tmavomodrý svět, Vratné lahve).
Von 1990 bis 1992 war sie Mitglied des tschechischen Nationalrats.

## Filmografie (Auswahl)
- 1967: Privates Gewitter (Soukromá vichrice)
- 1968: Vernunftehen (Snatky z rozumu) (Fernsehserie)
- 1969: Majestäten und Kavaliere (Slasti Otce vlasti)
- 1970: Der Mörder auf den Schienen (Na kolejích ceká vrah)
- 1971: Madame Sans-Géne
- 1974: Eine Nacht auf Karlstein (Noc na Karlstejne)
- 1976: Die Kriminalfälle des Majors Zeman (30 prípadu majora Zemana) (Fernsehserie)
- 1976: Das einsame Haus am Waldesrand; aka Häuschen im Grünen gesucht (Na samote u lesa)
- 1976: Sommer mit einem Cowboy (Léto s kovbojem)
- 1978: Begegnung im Juli (Setkání v cervenci)
- 1978: Die Frau hinter dem Ladentisch (Zena za pultem) (Fernsehserie)
- 1978–1981: Das Krankenhaus am Rande der Stadt (Nemocnice na kraji mesta) (Fernsehserie)
- 1979: Aktion Kugelblitz: (Kulový blesk)
- 1979: Brontosaurus
- 1980: Luzie, der Schrecken der Straße (Lucie, postrach ulice) (Fernsehserie)
- 1984: Ein Haus mit tausend Gesichtern (My vsichni skolou povinní) (Fernsehserie)
- 1986: Zwei Dickschädel (Jsi falesný hrác)
- 1989: Heiße Eisen (Horká kase)
- 1991: Die Volksschule (Obecná skola)
- 1994: Akkumulator 1 (Akumulátor 1)
- 2003: Das Krankenhaus am Rande der Stadt – 20 Jahre später (Nemocnice na kraji mesta po dvaceti letech)
- 2007: Leergut (Vratné lahve)
- 2007–2008: Ulice (Fernsehserie)
- 2021: Wie man keine Prinzessin heiratet (Jak si nevzít princeznu)
- 2023: Bratři

## Auszeichnungen
- 2023: Thalia-Preis des tschechischen Schauspieler-Verbandes für ihr Lebenswerk im Bereich Schauspiel[3]